# جورج غراي (سياسي)
جورج غراي (بالإنجليزية: George Gray)‏ هو سياسي أمريكي، ولد في 1725، وتوفي في 1800.